# Elmo Russell Zumwalt mlajši
Elmo Russell Zumwalt mlajši, ameriški admiral in politik, * 29. november 1920, San Francisco, Kalifornija, † 21. januar 2000, Durham, Severna Karolina.